# 254. strelska divizija (ZSSR)
254. strelska divizija (izvirno rusko 254. стрелковая дивизия; kratica 254. SD) je bila strelska divizija Rdeče armade v času druge svetovne vojne.

## Zgodovina
Divizija je bila ustanovljena julija 1941.